# Pteroplatus arrogans
Pteroplatus arrogans är en skalbaggsart som beskrevs av Jean Baptiste Lucien Buquet 1840. Pteroplatus arrogans ingår i släktet Pteroplatus och familjen långhorningar. Inga underarter finns listade i Catalogue of Life.